# Black Leather Jackets
"Black Leather Jackets" is een aflevering van de Amerikaanse televisieserie The Twilight Zone. Het scenario werd geschreven door Earl Hamner, Jr..

## Plot

### Opening
Rod Serling introduceert de kijker aan drie mannen in zwarte leren jassen. Hij zegt, dat we ze voor het gemak maar Steve, Scott en Fred zullen noemen. Hun namen zijn echter niet van belang. Hun missie daarentegen wel.

### Verhaal
De drie mannen uit de intro zijn in werkelijkheid aliens. Ze vormen de voorhoede van een buitenaards invasieleger en hebben de opdracht om de watervoorraden te vervuilen met bacteriën. Op die manier willen ze allen mensen en huisdieren uitroeien, waarna zij de aarde zelf kunnen overnemen. Ze proberen hun gedrag goed te praten met het excuus dat mensen gewelddadig zijn en het dus verdienen te worden vernietigd.
De jongste van de groep, Scott, wordt verliefd op een vrouw genaamd Ellen. Hij probeert zijn leider ervan te overtuigen dat niet alle mensen slecht zijn, maar hij kan de leider niet ompraten zijn plannen te wijzigen. Daarom probeert hij Ellen te overtuigen met hem mee te gaan zodat ze aan de dood kan ontsnappen. Helaas voor hem geloven Ellen en haar familie hem niet als hij vertelt wie hij werkelijk is. Ze bellen de sheriff om de “gestoorde” Scott af te laten voeren. De sheriff en zijn helper blijken ook aliens van Scotts soort te zijn.
In de slotscène wordt duidelijk dat de mensheid inderdaad gedoemd is om uit te sterven.

### Slot
In zijn slotdialoog vertelt Rod Serling dat we allemaal weten dat dit slechts fictie is. Maar toch moeten de kijkers volgens hem zich twee keer bedenken voor ze een glas water drinken. Zoek eerst uit of het uit het lokale waterreservoir komt, of uit een reservoir in de Twilight Zone.

## Rolverdeling
- Lee Kinsolving: Scott
- Shelley Fabares: Ellen Tillman
- Denver Pyle: Stu Tillman
- Michael Forest: Steve
- Tom Gilleran: Fred
- Irene Hervey: Martha Tillman

## Trivia
- Deze aflevering staat op volume 24 van de DVD-reeks.
- Wanneer de aliens storing veroorzaken op de tv van hun buren, is door de ruis heen net de intro van To Tell The Truth te zien, evenals een reclame voor een pindakaasmerk.